# Floréal Bonet
 (juillet 2025).
Si vous disposez d'ouvrages ou d'articles de référence ou si vous connaissez des sites web de qualité traitant du thème abordé ici, merci de compléter l'article en donnant les références utiles à sa vérifiabilité et en les liant à la section « Notes et références ».
Pour les articles homonymes, voir Bonet.
Pas d'image ? Cliquez ici

a Compétitions nationales et continentales officielles uniquement.

b Matchs officiels uniquement.
Floréal Bonet, né le 4 janvier 1946 à Albi où il est mort le 6 juillet 2025,, est un joueur de rugby à XIII évoluant au poste de pilier dans les années 1960 et 1970.
Natif d'Albi, Floréal Bonet commence sa carrière au sein du club du RC Albi jusqu'en 1971. Il la poursuit au FC Lézignan dans l'Aude avec lequel il dispute la finale de la Coupe de France en 1974 aux côtés de Richard Alonso, Éric Waligunda et Michel Maïque, équipe alors entraînée par Jean Barthe.
Ses performances remarquées en club l'amènent à prendre part à cinq rencontres de l'équipe de France entre 1970 et 1972. Ainsi, il participe à la Coupe du monde 1970 qui se déroule en Angleterre au cours de laquelle la France bat l'Australie 17-15, il compose alors la première ligne avec Christian Sabatié et Jacques Cabero.

## Palmarès

### Rugby à XIII
- Collectif :
  - Finaliste de la Coupe de France : 1974 (Lézignan).

### Détails en sélection
| Matchs internationaux de Floréal Bonet | Matchs internationaux de Floréal Bonet | Matchs internationaux de Floréal Bonet | Matchs internationaux de Floréal Bonet | Matchs internationaux de Floréal Bonet | Matchs internationaux de Floréal Bonet | Matchs internationaux de Floréal Bonet | Matchs internationaux de Floréal Bonet | Matchs internationaux de Floréal Bonet | Matchs internationaux de Floréal Bonet | Matchs internationaux de Floréal Bonet | Matchs internationaux de Floréal Bonet |
|                                        | Date                                   | Adversaire                             | Résultat                               | Compétition                            | Poste                                  | Points                                 | Essais                                 | Pen.                                   | Drops                                  |                                        |                                        |
| -------------------------------------- | -------------------------------------- | -------------------------------------- | -------------------------------------- | -------------------------------------- | -------------------------------------- | -------------------------------------- | -------------------------------------- | -------------------------------------- | -------------------------------------- | -------------------------------------- | -------------------------------------- |
| sous les couleurs de la France         |                                        |                                        |                                        |                                        |                                        |                                        |                                        |                                        |                                        |                                        |                                        |
| 1.                                     | 25 octobre 1970                        | Nouvelle-Zélande                       | 15-16                                  | Coupe du monde                         | Pilier                                 | -                                      | -                                      | -                                      | -                                      |                                        |                                        |
| 2.                                     | 28 octobre 1970                        | Grande-Bretagne                        | 0-6                                    | Coupe du monde                         | Remplaçant                             | -                                      | -                                      | -                                      | -                                      |                                        |                                        |
| 3.                                     | 1er novembre 1970                      | Australie                              | 17-15                                  | Coupe du monde                         | Pilier                                 | -                                      | -                                      | -                                      | -                                      |                                        |                                        |
| 4.                                     | 11 novembre 1970                       | Australie                              | 4-7                                    | Test-match                             | Pilier                                 | -                                      | -                                      | -                                      | -                                      |                                        |                                        |
| 5.                                     | 12 mars 1972                           | Grande-Bretagne                        | 10-45                                  | Test-match                             | Pilier                                 | -                                      | -                                      | -                                      | -                                      |                                        |                                        |

#### Statistiques
| Saison    | Saison   | Championnat           | Championnat | Championnat | Championnat | Championnat | Championnat | Championnat | Coupe           | Coupe  | Coupe | Coupe | Coupe | Coupe | Coupe | Sélection | Sélection | Sélection | Sélection | Sélection | Sélection | Sélection |
| Saison    | Saison   | Comp.                 | Class.      | M           | Pts         | Ess.        | Buts        | Dp.         | Comp.           | Class. | M     | Pts   | Ess.  | Buts  | Dp.   | Comp.     | M         | Pts       | Ess.      | Buts      | Dp.       |           |
| --------- | -------- | --------------------- | ----------- | ----------- | ----------- | ----------- | ----------- | ----------- | --------------- | ------ | ----- | ----- | ----- | ----- | ----- | --------- | --------- | --------- | --------- | --------- | --------- | --------- |
| 1967-1968 | Albi     | Championnat de France |             | ?           | -           | -           | -           | -           | Coupe de France |        | ?     | -     | -     | -     | -     |           |           |           |           |           |           |           |
| 1968-1969 | Albi     | Championnat de France |             | ?           | -           | -           | -           | -           | Coupe de France |        | ?     | -     | -     | -     | -     |           |           |           |           |           |           |           |
| 1969-1970 | Albi     | Championnat de France |             | ?           | -           | -           | -           | -           | Coupe de France |        | ?     | -     | -     | -     | -     |           |           |           |           |           |           |           |
| 1970-1971 | Albi     | Championnat de France |             | ?           | -           | -           | -           | -           | Coupe de France |        | ?     | -     | -     | -     | -     | CM        | 4         | -         | -         | -         | -         |           |
| 1971-1972 | Lézignan | Championnat de France |             | ?           | -           | -           | -           | -           | Coupe de France |        | ?     | -     | -     | -     | -     |           | 1         | -         | -         | -         | -         |           |
| 1972-1973 | Lézignan | Championnat de France |             | ?           | -           | -           | -           | -           | Coupe de France |        | ?     | -     | -     | -     | -     |           |           |           |           |           |           |           |
| 1973-1974 | Lézignan | Championnat de France |             | ?           | -           | -           | -           | -           | Coupe de France |        | ?     | -     | -     | -     | -     |           |           |           |           |           |           |           |
| 1974-1975 | Lézignan | Championnat de France |             | ?           | -           | -           | -           | -           | Coupe de France |        | ?     | -     | -     | -     | -     |           |           |           |           |           |           |           |